# ليه إروين (لاعب كرة قدم أسترالية)
ليه إروين (بالإنجليزية: Les Irwin)‏ هو لاعب كرة قدم أسترالية أسترالي، ولد في 3 مارس 1887 في Moonee Ponds, Victoria ‏ في أستراليا، وتوفي في 7 سبتمبر 1965 في مودجي في أستراليا.

## وصلات خارجية
- ليه إروين على موقع AustralianFootball.com (الإنجليزية)
- ليه إروين على موقع AFLtables.com (الإنجليزية)